# Палаты в Шубине
Палаты в Шубине — памятник архитектуры XVII века, сохранившийся в составе дома № 6 по Тверской улице Москвы. Расположены неподалёку от другого памятника древнерусской архитектуры — Церкви Косьмы и Дамиана в Шубине. Обнаружены в 2004 году архитектором Вячеславом Осиповым.
По форме здание представляет собой «сложную тройню» — коридор-сени с тремя помещениями слева и тремя справа (такой же тип здания представляют собой московские Палаты Симона Ушакова и Палаты Аверкия Кириллова, которые, однако же, имеют лишь по два зала с каждой стороны).
Стены помещений нижнего этажа — из белого камня, своды наполовину белокаменные, наполовину кирпичные. Верхний, парадный этаж сложен из крупного кирпича, на котором проставлены клейма орлов и единорогов (благодаря этому возможно датировать палаты третьей четвертью или серединой XVII века). Верхний этаж сохранил следы орнаментальной росписи (единственный известный в Москве случай росписи жилых палат вне Кремля).
В настоящее время ведётся реставрация старинных помещений.